# Clínica Kelsey-Seybold

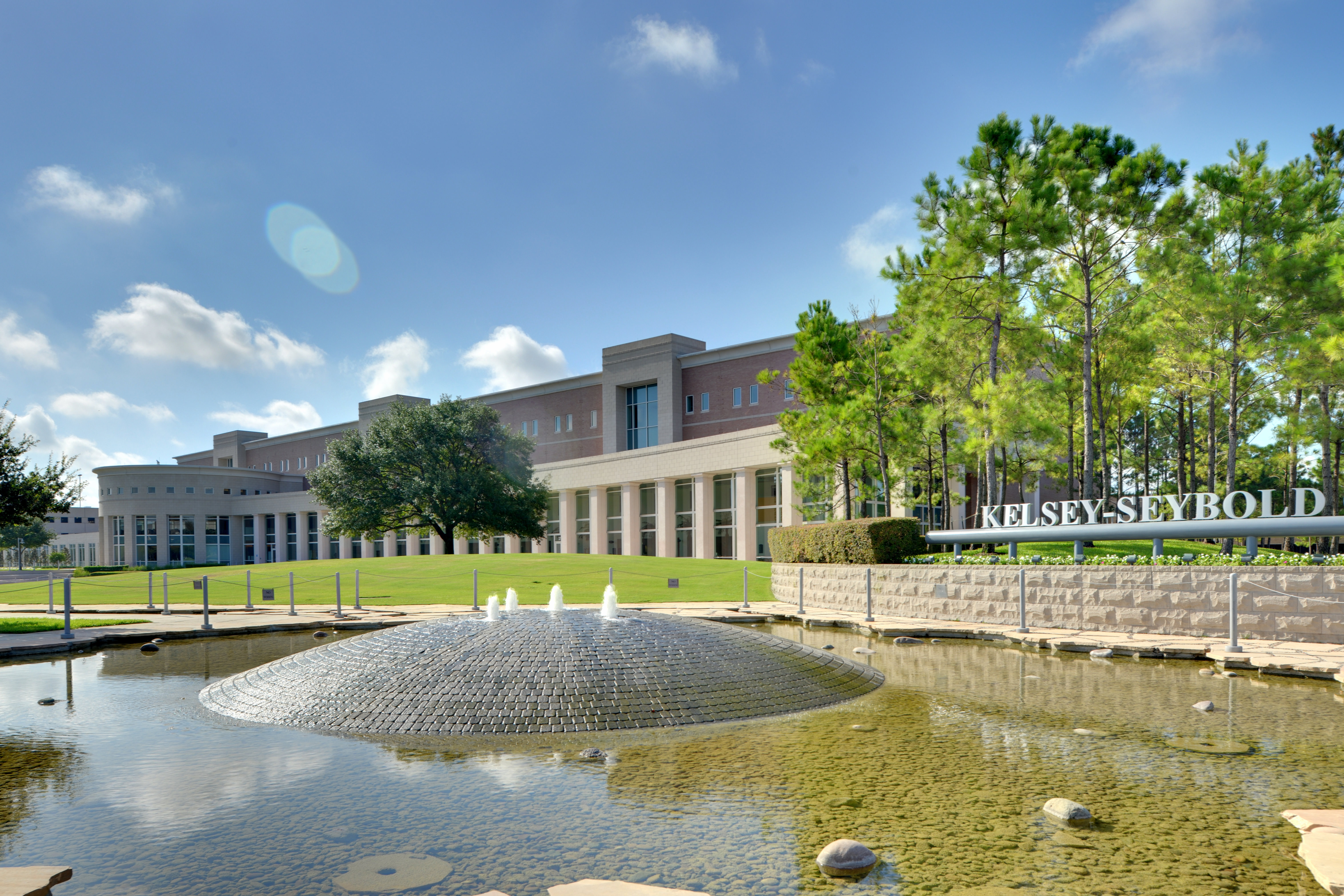
La Campus Principal, en Houston

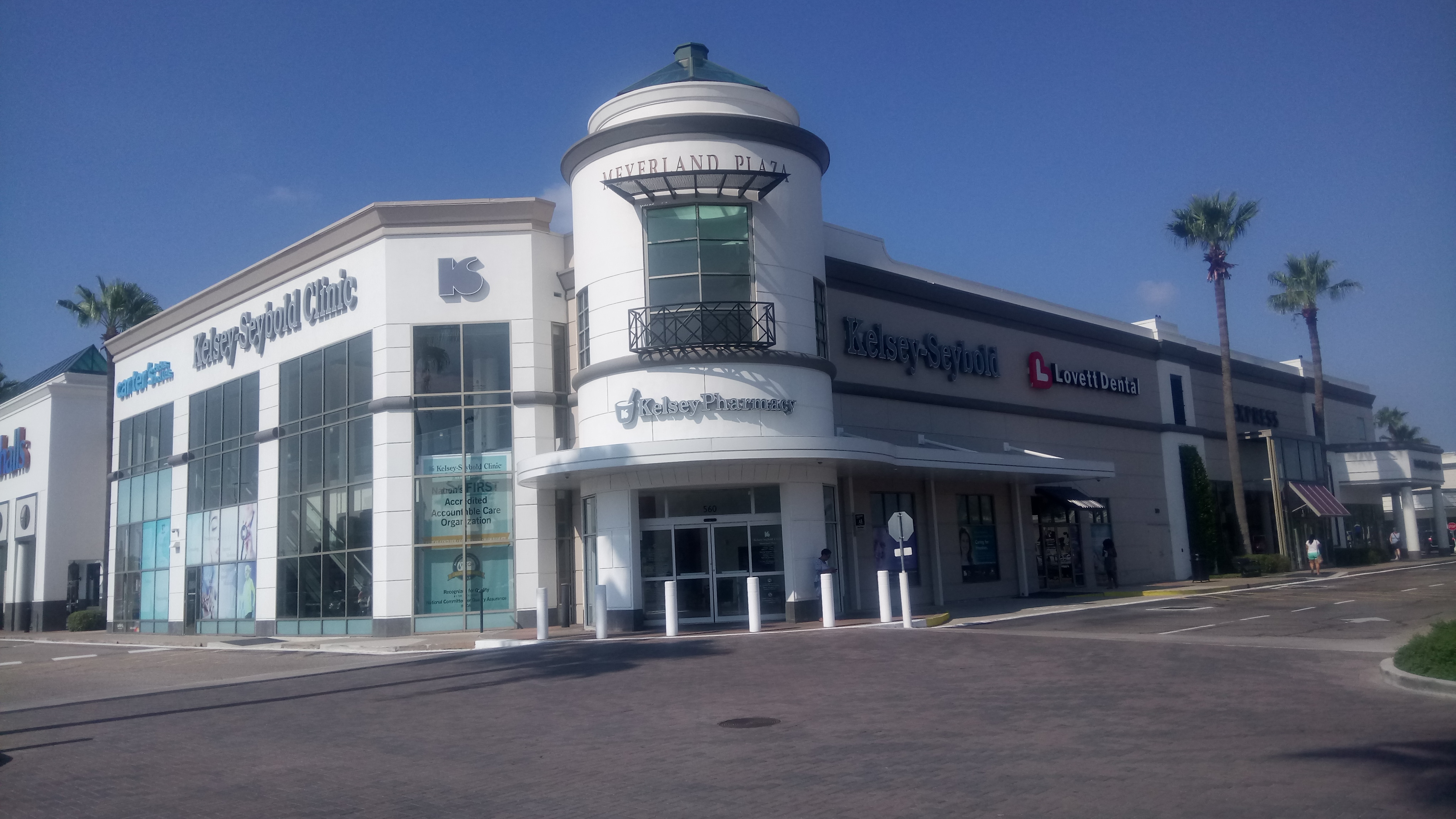
Clínica de Meyerland Plaza

La Clínica Kelsey-Seybold es una cadena de clínicas en Gran Houston, Texas. Tiene su sede en Shadow Creek Ranch, Pearland. Tenía su sede en Houston. En 2013, la cadena tenía más de 20 clínicas, incluyendo la Campus Principal en Houston.
En 1949 Dr. Mavis P. Kelsey, el fundador de Kelsey-Seybold, abrió su clínica. En 1951 Kelsey, junto a otros dos médicos, abrió la Kelsey-Leary-Seybold Clinic. En 1965 fue rebautizada Kelsey-Seybold Clinic porque el Dr. Leary se independizó de la clínica.
En junio de 2012 la clínica en Meyerland Plaza (EN) estaba programada para ser construida. En agosto de 2012 una nueva clínica en Pasadena se estaba programada para ser construida. En mayo de 2013, la clínica en Pearland se comenzó la construcción. En noviembre de 2013, Mavis Kelsey falleció.